# 2031
Het jaar 2031 is een jaartal in de 21e eeuw volgens de christelijke jaartelling.

## Gebeurtenissen
- de Advanced Telescope for High ENergy Astrophysics (afgekort: ATHENA), een toekomstige röntgentelescoop van de Europese Ruimtevaartorganisatie wordt rond 2031 gelanceerd[1].
- De Duitse bondsregering kondigt de locatie voor een eindopslagplaats voor radioactief afval in Duitsland in 2031 aan.[2]
- 14 november - hybride zonsverduistering[3]
- 31 december - De laatste dag dat bankbiljetten met de valuta gulden kunnen worden ingeleverd bij De Nederlandsche Bank.